# Georges Truffaut (1857-1882)
 (janvier 2022).
Si vous disposez d'ouvrages ou d'articles de référence ou si vous connaissez des sites web de qualité traitant du thème abordé ici, merci de compléter l'article en donnant les références utiles à sa vérifiabilité et en les liant à la section « Notes et références ».
Pour les articles homonymes, voir Georges Truffaut.

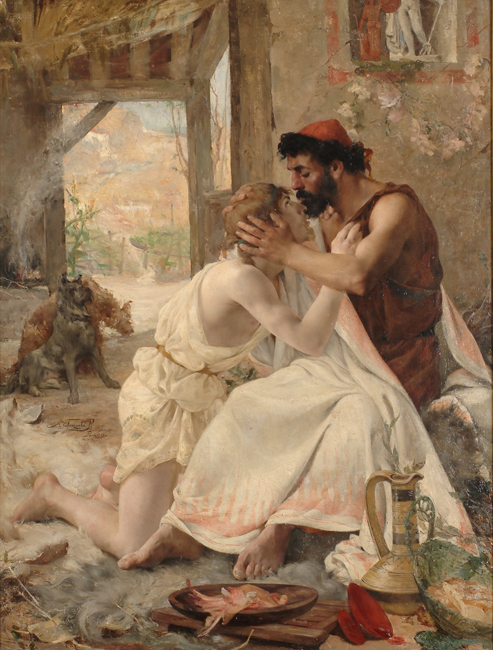
La Reconnaissance d'Ulysse et Télémaque, 1880, Concepcion (Chili), Pinacoteca Universidad de Concepcion.

Georges Truffaut (né à Pontoise le 5 janvier 1857, mort à Maintenon le 6 avril 1882) est un peintre français.

## Biographie
Élève au lycée de Chartres, il obtient son baccalauréat en 1874 et entre immédiatement dans l'atelier du peintre William Bouguereau. Inscrit à l'École des Beaux-Arts à Paris en 1877, il rejoint l'année suivante l'atelier d'Henri Lehmann. En 1879, il obtient un premier prix d'atelier, et une mention au concours Troyon. Il se porte candidat au Prix de Rome en 1880 et obtient un « premier second grand prix » avec La Reconnaissance d'Ulysse et de Télémaque (Concepcion, pinacothèque de l'Université). 
Déjà malade de la tuberculose en 1880, il se rend à Alger et y expose trois tableaux. De plus en plus atteint par la maladie, il est rapatrié par sa famille à Maintenon et y meurt en 1882, dans les bras de son père. Deux de ses tableaux, Le Père Louis et À la fin de la séance, sont présentés après sa mort au Salon de 1882. Cinq grands tableaux décoratifs de Truffaut sont aussi présentés à l'Exposition des Arts décoratifs de la même année. Les articles publiés dans la presse au lendemain de sa mort y voient un émule et possible rival de Jules Bastien-Lepage.

## Liste des œuvres
- La Reconnaissance d'Ulysse et de Télémaque, 1880, Concepción (Chili), Pinacoteca Universidad.

## Sources
1. ↑  Selon le témoignage du Petit Journal.